# Phare de Santa Clara (Açores)
Pour l’article homonyme, voir Phare de Santa Clara.
Le phare de Santa Clara est un phare situé sur le cap de Ponta Delgada, dans la freguesia de Santa Clara (pt) de la municipalité de Ponta Delgada, sur l'île de São Miguel (Archipel des Açores - Portugal).
Il est géré par l'autorité maritime nationale du Portugal à Oeiras (Grand Lisbonne).

## Histoire
Ce phare est situé à environ 800 m à l'ouest du front de mer de Ponta Delgada. C'est une lanterne rouge avec un assemblage métallique posée sur une base carrée en béton blanc.
Cette très belle lanterne provient de l'ancien phare de la Tour de Belém à Lisbonne qui avait été installé en 1886 sur la Tour de Belém et qui a fonctionné jusqu'au début des années 1940. Elle est identique aux échauguettes de style manuélin de la Tour de Belém.
En décembre 1942, après l'éboulement de la tête de la jetée du port de Ponta Delgada, en raison d'une forte tempête, il a été décidé d'installer un nouveau phare sur terre et sur un site protégé des intempéries près du port de Ponta Delgada, à Santa Clara. Après son assemblage et son installation, il a été inauguré le 15 juin 1945.
Il émet un éclat rouge durant 2 secondes, suivi d'une éclipse de 3 secondes. Sa portée nocturne est de 15 milles nautiques (environ 27 km).
Identifiant : ARLHS : AZO21 ; PT-717 - Amirauté : D2654 - NGA : 23580.
|                         |
| Le phare de Santa Clara |

|             |
| La lanterne |

### Lien connexe
- Liste des phares des Açores